# Bosnäs
Bosnäs is een plaats in de gemeente Borås in het landschap Västergötland en de provincie Västra Götalands län in Zweden. De plaats heeft 267 inwoners (2005) en een oppervlakte van 47 hectare. De plaats ligt aan het meer Bossjön en de directe omgeving van de plaats bestaat grotendeels uit bos. De stad Borås ligt ongeveer tien kilometer ten noorden van Bosnäs.